# Ophidascaris robertsi
Ophidascaris robertsi es un nematodo (también conocido como lombriz intestinal) generalmente parásito de la pitón alfombra (Morelia spilota). Se encuentra en Australia y Papúa Nueva Guinea. Las pitones sirven como huéspedes típicos de Ophidascaris robertsi, que tiene un ciclo de vida indirecto. Los parásitos adultos desarrollan masas nodulares en el esófago y el estómago de las pitones alfombradas y colocan una pequeña parte de sus cuerpos anteriores en los nódulos que sobresalen de la mucosa digestiva. Cuando parásitos endémicos como Ophidascaris robertsi infectan la fauna local, los cambios patológicos que siguen frecuentemente son autolimitados o no resultan en enfermedad.

## Descripción
Se observa que la identificación de Ophidascaris robertsi a partir de especies estrechamente relacionadas, como Ophidascaris moreliae, es difícil, dependiendo de la morfología de la superficie del huevo, si hay alas cervicales o ciegos posesofágicos y la forma de los labios.

## Huéspedes
Las infecciones reportadas en pitones incluyen Antaresia Childreni (pitón infantil), Aspidites melanocephalus (pitón de cabeza negra), Aspidites ramsayi (pitón mujer) y Morelia spilota (pitón alfombra). También hay informes de infecciones en un petauro del azúcar (Petaurus breviceps ), un koala (Phascolarctos cinereus), un bandicut (Perameles nasuta) y en otras especies de marsupiales de tamaño pequeño a mediano. En agosto de 2023 se informó de un caso de infección zoonótica en un cerebro humano en Australia durante 2021-22.
Un estudio de 2021 sobre la pérdida de huéspedes en especies de parásitos utilizó Ophidascaris robertsi como uno de los taxones en cuestión.

## Infección humana
En junio de 2022, un neurocirujano de un hospital australiano encontró un gusano redondo en el cerebro de una mujer mientras investigaba sus misteriosos síntomas. La mujer inicialmente informó diarrea y dolor abdominal, junto con sudores nocturnos y tos seca, y originalmente se le diagnosticó una rara infección pulmonar. Aunque sus síntomas mejoraron con el tratamiento, posteriormente regresó con síntomas de fiebre y tos, lo que resultó en un diagnóstico adicional de un trastorno sanguíneo. El empeoramiento de los síntomas de olvido y depresión resultó en una resonancia magnética que reveló una lesión cerebral. La biopsia resultó en el descubrimiento y extracción del gusano vivo. Este fue el primer caso conocido de un suceso de este tipo, ya que este tipo de gusano nunca antes había sido identificado como un parásito humano. Se creía que la mujer, que vivía cerca del hábitat de la pitón alfombra y buscaba vegetación nativa para cocinar, había quedado expuesta al consumir los huevos de la lombriz intestinal. Estos huevos, que comúnmente se arrojaban en los excrementos de las serpientes debido a la dieta de animales infectados de las serpientes, probablemente contaminaron la hierba que comían los pequeños mamíferos. Los médicos teorizan que los diversos síntomas experimentados por el paciente fueron el resultado de la migración de los huevos y larvas del parásito desde el intestino, a través de varios otros órganos, antes de llegar al cerebro.